# Sotto il segno di El Toro
Sotto il segno di El Toro (The Eagle's Brood) è un film del 1935 diretto da Howard Bretherton.
È un western statunitense con William Boyd, James Ellison e William Farnum. Fa parte della serie di film western incentrati sul personaggio di Hopalong Cassidy (interpretato da Boyd) creato nel 1904 dallo scrittore Clarence E. Mulford.

## Produzione
Il film, diretto da Howard Bretherton su una sceneggiatura di Doris Schroeder e Harrison Jacobs, fu prodotto da Harry Sherman tramite la Harry Sherman Productions e girato a Kernville, nei Prudential Studios a Los Angeles e nella Sierra Nevada, in California,

## Distribuzione
Il film fu distribuito con il titolo The Eagle's Brood negli Stati Uniti dal 25 ottobre 1935 al cinema dalla Paramount Pictures.
Altre distribuzioni:
- in Danimarca il 30 gennaio 1936 (Kidnapperne fra Mexico)
- in Svezia il 1º aprile 1936 (Hämnaren från vidderna)
- in Portogallo il 31 maggio 1937 (Olhos de Águia)
- in Brasile (Olho de Águia)

## Promozione
La tagline è: A Hard-Ridin' Guy Who Gets Right to the Shootin'!.